# 340 Eduarda
A 340 Eduarda (ideiglenes jelöléssel 1892 H) a Naprendszer kisbolygóövében található aszteroida. Maximilian Franz Joseph Cornelius Wolf fedezte fel 1892. szeptember 25-én.